# 胡戈·拉赫蒂宁
胡戈·拉赫蒂宁（芬蘭語：Hugo Lahtinen，1891年11月29日—1977年12月29日），芬兰男子田径运动员。他曾代表芬兰参加1920年和1924年夏季奥林匹克运动会田径比赛，其中1920年奥运会获得一枚铜牌。